# Dinastía Jin (1115-1234)
La dinastía Jin (chino medio: 金朝 *Kim traw, chino moderno: Jin1 ch'ao2 (Wade-Giles) o Jīncháo (pinyin), jurchen: Anchu), también conocida como la dinastía Yurchen, fue fundada por los Waynan (完顏 Wányán), clan de los yurchen, los antepasados de los manchúes que establecieron la dinastía Qing quinientos años más tarde. El nombre es algunas veces escrito como Jinn para diferenciarlo de la dinastía Jin previa cuyo nombre es igual al de la Jin en el alfabeto romano.
Se fundó en 1115, bajo el liderazgo de Wányán Āgǔdǎ (完顏阿骨打), líder del clan Waynan, en el norte de Manchuria, el cual se proclamó emperador de China con el nombre de Tàizǔ (太祖). Muerto Wányán Āgǔdǎ (1123), su hijo y sucesor Wányán Wúqǐmǎi (完顏吳乞買) -que había tomado el nombre imperial de Tàizōng (太宗)- aniquiló con éxito a la dinastía Liao en el año 1125, que había existido entre Manchuria y la frontera norte de China durante varios siglos. El 9 de enero de 1127, las fuerzas Jin de Wányán Wúqǐmǎi saquearon Kaifeng, capital de la dinastía Song del norte, capturando al nuevo emperador Qinzong, que había ascendido al trono tras la abdicación de su padre el emperador Huizong al ver la necesidad de enfrentarse al ejército Jin. Siguiendo a la caída de Kaifeng, los Song, bajo el liderazgo de la heredera dinastía Song del sur, continuaron la lucha durante más de una década contra el poderío Jin, firmando finalmente un tratado de paz en 1141, y cediendo todo el norte de China a los Jin en 1142 para obtener la paz.
Después de dominar el norte de China, la dinastía Jin poco a poco se fue adaptando a la cultura china, trasladando su capital desde Huining Fu en el norte de Manchuria (al sur de la actual Harbin) a Zhongdu (la actual Beijing). A inicios del siglo XIII comenzó a sentir la presión de los mongoles desde el norte. En 1214 la dinastía Jin movió su capital a Kaifeng para huir de los mongoles; pero bajo las fuerzas del imperio mongol liderado por Ogedei Khan, tercer hijo de Gengis Kan y de sus aliados de la dinastía Song del sur, se derrumbó en 1234.
En 1616 los manchúes que se encontraban bajo el liderazgo de Nurhaci formaron la dinastía Jin posterior, tomando su nombre de esta dinastía. La Jin posterior fue renombrada y llamada dinastía Qing en 1636, y continuó la conquista de China, convirtiéndose en la última dinastía de la China imperial.

## Historia

### Origen
Se cree que el pueblo yurchen puede haber sido el antecesor del pueblo mohe que vivía en lo que hoy es el noreste de China y formaba parte del reino de Balhae (698-926). Los mohe eran un pueblo principalmente sedentario que practicaba la caza, la cría de cerdos y cultivos como la soja, el trigo, el mijo y el arroz. Los caballos fueron escasos en la región hasta el periodo Tang y el pastoreo no se generalizó hasta el siglo X, bajo la dominación de los kitán. Los mohe exportaban productos derivados del reno y es posible que también los montaran. Practicaban la esclavitud en masa y utilizaban a los esclavos para ayudar en la caza y las labores agrícolas. Los tang describieron a los mohe como un pueblo feroz e inculto que utilizaba flechas envenenadas.
Los dos grupos más poderosos de mohe eran los Heishui Mohe en el norte, llamados así por el río Heilong, y los Sumo Mohe en el sur, llamados así por el río Songhua. De los Heishui Mohe surgieron los yurchens en las zonas montañosas boscosas del este de Manchuria y el Primorsky Krai de Rusia. La federación Wuguo ("Cinco Naciones") que existía al noreste de la actual Jilin también se considera antepasada de los yurchens. Los yurchens fueron mencionados por primera vez en los registros históricos en el siglo X como portadores de tributos a las cortes Liao, Tang posterior y Song. Practicaban la caza, la pesca y tenían bueyes domésticos, mientras que su principal producto de exportación eran los caballos. No tenían escritura, calendario, ni oficinas a mediados del siglo XI. Los yurchens eran pequeños actores políticos en el sistema internacional de la época. En el siglo X, los yurchens se habían convertido en vasallos de la dinastía Liao, pero también enviaron varias misiones tributarias y comerciales a la capital Song de Kaifeng, que los Liao trataron infructuosamente de impedir. Algunos yurchens pagaron tributo a Goryeo y se pusieron del lado de este último durante la Guerra Kitán-Goryeo. Ofrecían tributo a ambas cortes por necesidad política y para obtener beneficios materiales.
En el siglo XI se extendió entre los yurchen el descontento contra el dominio del kitán, ya que los liao extorsionaban violentamente a las tribus yurchen para que pagaran tributos anuales. Aprovechando el deseo de independencia de los yurchen, el jefe Wugunai (1021-1074) del clan Wanyan ascendió a la prominencia, dominando todo el este de Manchuria desde el monte Changbai hasta las tribus wuguo. Según la tradición, Wugunai era descendiente de la sexta generación de Hanpu, mientras que su padre ostentaba un título militar de la corte de Liao, aunque el título no confería ni ostentaba ningún poder real. Según se describe, Wugunai era un gran guerrero, comedor, bebedor y amante de las mujeres. Su nieto Aguda acabó fundando la dinastía Jin.

### Wanyan Aguda
La dinastía Jin fue creada en las modernas Jilin y Heilongjiang por el jefe tribal yurchen Aguda en 1115. Según la tradición, Aguda era descendiente de Hanpu. Aguda adoptó el término "oro" como nombre de su estado, traducción a su vez del río "Anchuhu", que significaba "dorado" en Jurchen. Este río, conocido como Alechuka en chino moderno, es un afluente del río Songhua al este de Harbin. Los primeros gobernantes de los jurchens fueron la dinastía Liao dirigida por el kitán, que había dominado la China septentrional y meridional y noreste modernas. China y la meseta mongola, durante varios siglos. En 1121, los jurchen firmaron la Alianza Marítima con la dinastía Song del Norte, liderada por los chinos Han|Han]], y acordaron invadir conjuntamente la dinastía Liao. Mientras los ejércitos Song flaqueaban, los yurchen lograron llevar a los Liao a Asia Central. En 1125, tras la muerte de Aguda, la dinastía Jin rompió su alianza con la dinastía Song e invadió el norte de China. Cuando la dinastía Song recuperó las Dieciséis Prefecturas pobladas por chinos han, la población china han que había estado previamente bajo el dominio de los Liao les opuso una "feroz resistencia", mientras que cuando los jurchen invadieron esa zona, los chinos han no se opusieron en absoluto y les entregaron la capital del sur (la actual Pekín, entonces conocida como Yanjing). Los jurchen contaban con el apoyo de los clanes nobles han, contrarios a los song y radicados en Pekín. Los chinos Han que trabajaban para los Liao eran vistos como enemigos hostiles por la dinastía Song. Los chinos Song Han también desertaron a los Jin. Un error crucial que cometieron los Song durante este ataque conjunto fue la eliminación del bosque defensivo que construyeron originalmente a lo largo de la frontera Song-Liao. Debido a la eliminación de esta barrera paisajística, en 1126/27, el ejército Jin marchó rápidamente a través de la llanura del norte de China hasta Bianjing (actual Kaifeng). El 9 de enero de 1127, los yurchen saquearon los palacios imperiales de Kaifeng, la capital de la dinastía Song del Norte, capturando tanto al Emperador Qinzong como a su padre, el Emperador Huizong, que había abdicado presa del pánico ante la invasión Jin. Tras la caída de Bianjing, la sucesora dinastía Song del Sur continuó luchando contra la dinastía Jin durante más de una década, y finalmente firmó el Tratado de Shaoxing en 1141, que exigía la cesión de todos los territorios Song al norte del río Huai a la dinastía Jin y la ejecución del general Song Yue Fei a cambio de la paz. El tratado de paz fue ratificado formalmente el 11 de octubre de 1142, cuando un enviado Jin visitó la corte Song.
Tras conquistar Kaifeng y ocupar el norte de China, los Jin eligieron deliberadamente la tierra como elemento dinástico y el amarillo como color real. Según la teoría de los Cinco Elementos (wuxing), el elemento tierra sigue al fuego, el elemento dinástico de los Song, en la secuencia de creación elemental. Por lo tanto, este movimiento ideológico demuestra que los Jin consideraban que el reinado Song de China había terminado oficialmente y que ellos mismos eran los gobernantes legítimos de China propiamente dicha.

## Soberanos de la dinastía Jin (1115-1234)
| Nombre Miao Hao 廟號 miàohào                  | Nombre Póstumo Shi Hao 諡號 shìhào | Nombre Nacimiento 姓名 xìngmíng                         | Años Reinado | Nombre Era Nian Hao年號 niánhào y años                                  |
| --------------------------------------------- | ---------------------------------- | ------------------------------------------------------- | ------------ | ----------------------------------------------------------------------- |
| Convencional: "Jin" + nombre o nombre póstumo |                                    |                                                         |              |                                                                         |
| Tàizǔ 太祖                                    | (1)                                | Wányán Āgǔdǎ 完顏阿骨打                                 | 1115-1123    | Shōuguó 收國 1115-1116 Tiānfǔ 天輔 1117-1123                            |
| Tàizōng 太宗                                  | (1)                                | Wányán Wúqǐmǎi 完顏吳乞買 Wányán (Shèng o Chéng) 完顏晟 | 1123-1134    | Tiānhuì 天會 1123-1134                                                  |
| Xīzōng 熙宗                                   | (1)                                | Wányán Hélá 完顏合剌 Wányán Dǎn 完顏亶                  | 1135-1149    | Tiānhuì 天會 1135-1138 Tiānjuàn 天眷 1138-1141 Huángtǒng 皇統 1141-1149 |
| (2)                                           | Hǎilíngwáng 海陵王                 | Wányán Liàng 完顏亮                                     | 1149-1161    | Tiāndé 天德 1149-1153 Zhènyuán 貞元 1153-1156 Zhènglóng 正隆 1156-1161  |
| Shìzōng 世宗                                  | (1)                                | Wányán Yōng 完顏雍                                      | 1161-1189    | Dàdìng 大定 1161-1189                                                   |
| Zhāngzōng 章宗                                | (1)                                | Wányán Jǐng 完顏璟                                      | 1190-1208    | Míngchāng 明昌 1190-1196 Chéng'ān 承安 1196-1200 Tàihé 泰和 1200-1208   |
| (2)                                           | Wèishàowáng 衛紹王 Wèiwáng 衛王    | Wányán Yǒngjì 完顏永濟                                  | 1209-1213    | Dà'ān 大安 1209-1212 Chóngqìng 崇慶 1212-1213 Zhìníng 至寧 1213         |
| Xuānzōng 宣宗                                 | (1)                                | Wányán Xún 完顏珣                                       | 1213-1223    | Zhēnyòu 貞祐 1213-1217 Xīngdìng 興定 1217-1222 Yuánguāng 元光 1222-1223 |
| Āizōng 哀宗                                   | (1)                                | Wányán Shǒuxù 完顏守緒                                  | 1224-1234    | Zhèngdà 正大 1224-1232 Kāixīng 開興 1232 Tiānxīng 天興 1232-1234        |
| (2)                                           | Mòdì 末帝                          | Wányán Chénglín 完顏承麟                                | 1234         | (2)                                                                     |

(1) Nombre largo y no utilizado al referirse a este soberano.
(2) No existe

## Gobierno
El gobierno de la dinastía Jin fusionó las costumbres de Jurchen con instituciones adoptadas de las dinastías Liao y Song. El gobierno predinástico de Jurchen se basó en el consejo tribal casi igualitario. La sociedad Jurchen en ese momento no tenía una jerarquía política fuerte. El Shuo Fu (說郛) registra que las tribus Jurchen no estaban gobernadas por una autoridad central y localmente elegían a sus jefes. Las costumbres tribales se mantuvieron después de que Aguda uniera a los Jurchen. tribus y formaron la dinastía Jin, coexistiendo con instituciones más centralizadas. La dinastía Jin tenía cinco capitales, una práctica que adoptaron de los Balhae y los Liao. Los Jin tuvieron que superar las dificultades de controlar un imperio multicultural compuesto por territorios que una vez gobernaron los Liao y los Song del Norte. La solución del primer gobierno de Jin fue establecer estructuras gubernamentales separadas para diferentes grupos étnicos.